# Léon Rabinovitch
Pour les articles homonymes, voir Rabinovitch.
Léon Rabinovitch (1919-1988) est un résistant, membre du groupe "Carmagnole-Liberté" des FTP-MOI.

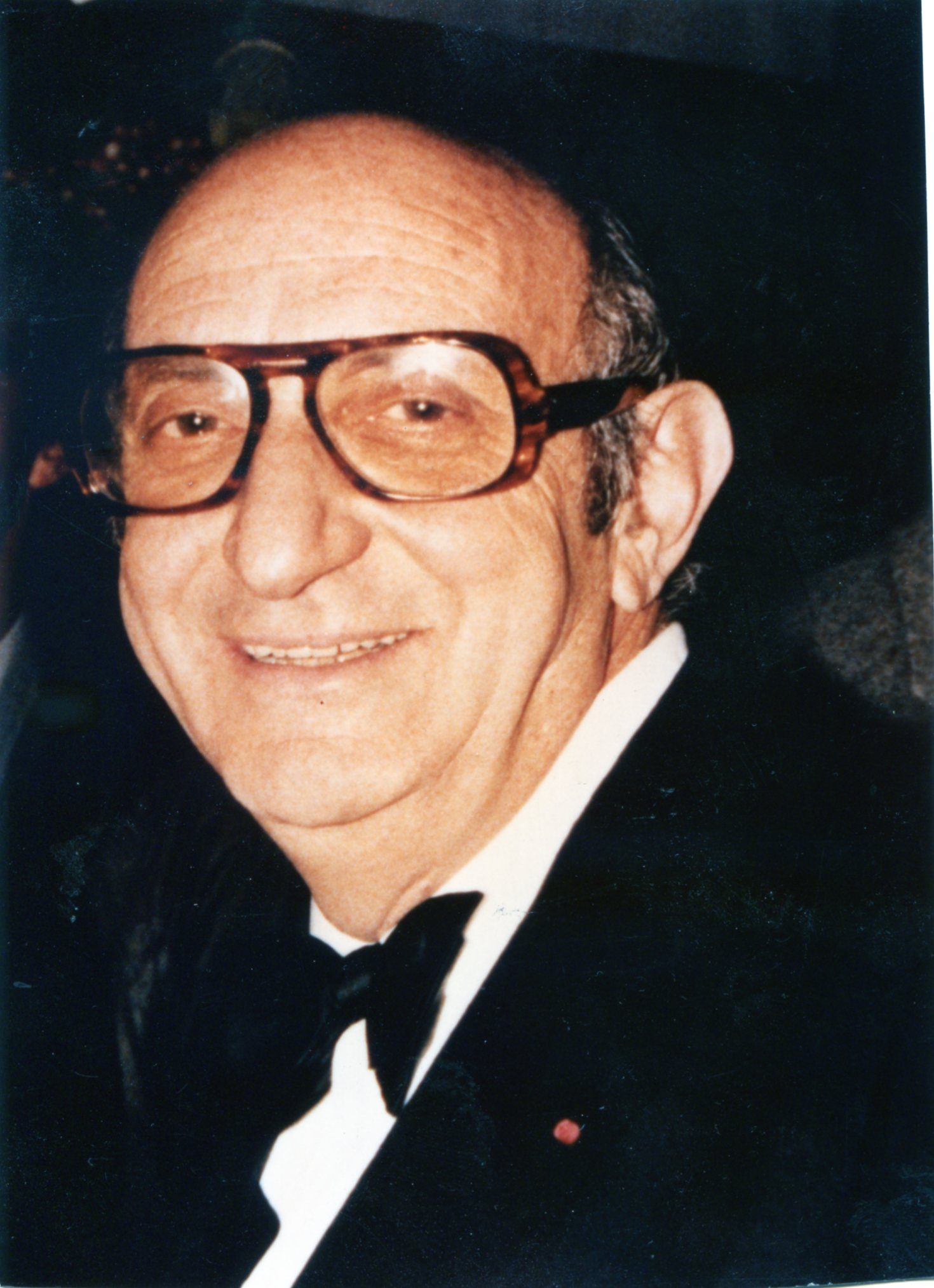
Léon Rabinovitch

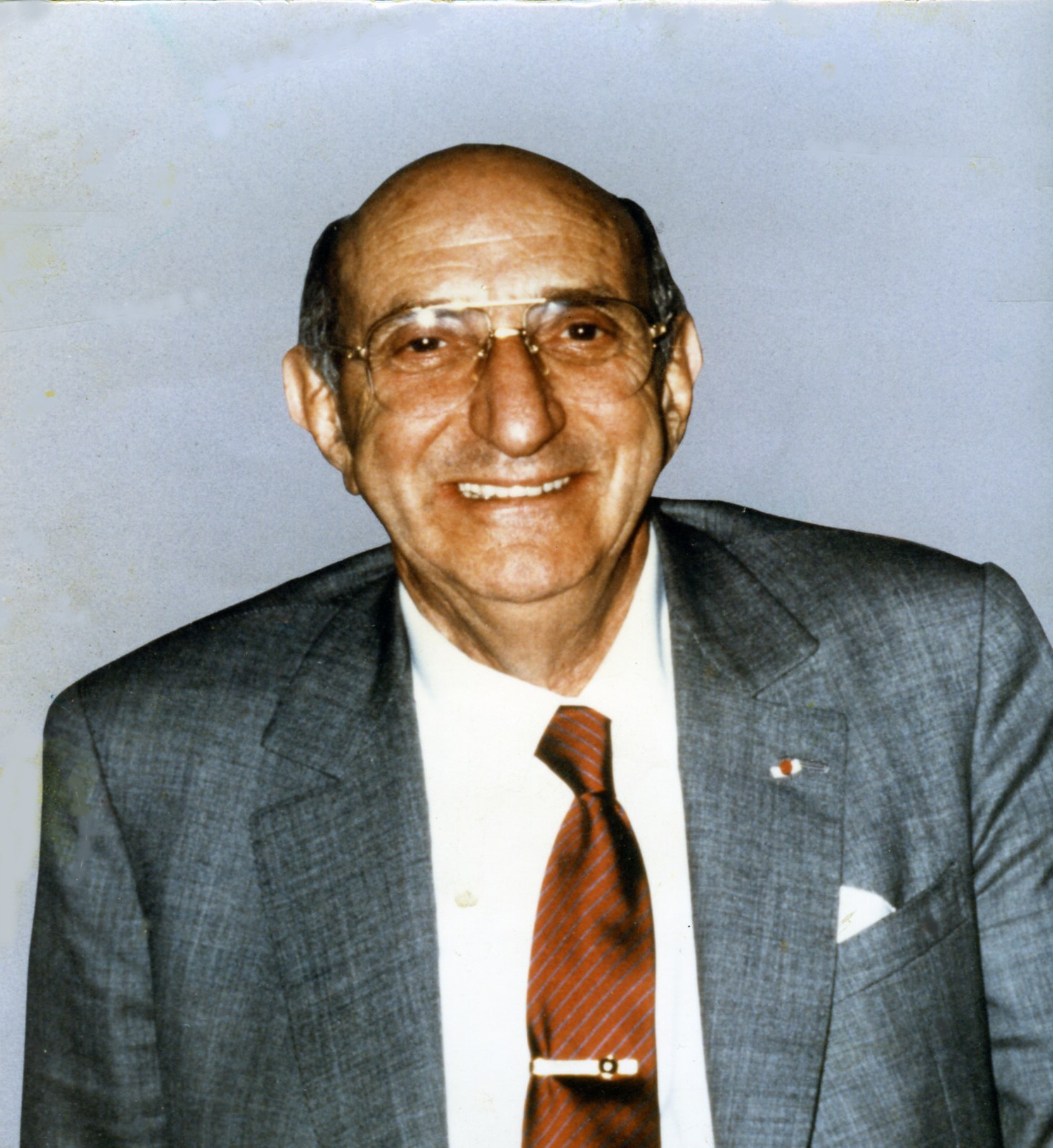
Léon Rabinovitch

## Biographie
Léon Rabinovitch est le fils d’un Juif russe exilé en France et d’une mère venue d'Ukraine (Kamenetz Podolsk), et le petit-fils d'un rabbin de la communauté juive de Kovno en Lituanie (aujourd'hui Kaunas).
Léon Rabinovitch devance l’appel par engagement volontaire pour une durée de trois ans. Au moment de la signature de l’armistice, il se trouve en Algérie. Démobilisé au début de l’année 1942, il rejoint Paris. Avec son frère Léopold Rabinovitch, il prend part à des actions de propagande contre le gouvernement de Vichy.
Le 28 juin 1942, Léon Rabinovitch est arrêté et transféré à la prison de Dijon par les autorités allemandes pour propagande anti-allemande. Transféré au camp de Pithiviers, puis au camp de Drancy, et au camp de Beaune-la-Rolande, il s’évade d’un convoi en partance pour l’Allemagne le 1er septembre 1942. Des cheminots le cachent et lui font franchir la ligne de démarcation dans une motrice électrique.
Ayant retrouvé son frère Léopold à Lyon en janvier 1943, Léon Rabinovitch intègre le groupe Carmagnole-Liberté des FTP-MOI. Grâce à son expérience militaire, il assume rapidement des responsabilités. Il commande de nombreuses attaques contre l’ennemi : sabotages de transformateurs de la poudrière Gerlent, attaque de l’hôtel Massena à Lyon au cours de laquelle de nombreux Allemands sont tués (avril 1943).
À la suite de l'arrestation de son camarade Simon Frid, Léon Rabinovitch est arrêté le 14 août 1943, place Bellecour, lors d'un rendez-vous avec son frère Léopold Rabinovitch. Simon Frid est guillotiné le 4 décembre 1943. Léon Rabinovitch est interné à la prison Saint-Paul, jugé par la section spéciale, et condamné le 23 novembre 1943 à 20 ans de travaux forcés. Son frère Léopold est condamné à perpétuité.
Léon Rabinovitch et son frère Léopold sont transférés à la prison centrale d’Eysses, bagne vichyssois, à Villeneuve-sur-Lot, en décembre 1943.
Le 19 février 1944, Léon Rabinovitch participe à une tentative d'évasion collective de résistants de diverses obédiences (notamment gaullistes et communistes) qui échoue.
Avec leurs compagnons résistants, Léon Rabinovitch et son frère Léopold sont transférés le 30 mai 1944 de la Centrale d’Eysses vers le Camp de Royallieu (Compiègne) que leur convoi atteint le 3 juin 1944. Ce transfert est particulièrement éprouvant, les internés résistants souffrant terriblement de la soif.
Léon Rabinovitch est déporté le 2 juillet 1944 par le « train de la mort » au camp de concentration de Dachau. Comme Léon Rabinovitch, 50 autres prisonniers du convoi du 2 juillet 1944 étaient auparavant incarcérés à la Centrale d’Eysses. Grâce à l'organisation et la discipline instaurées dans leur wagon, les 50 détenus transférés depuis Eysses ne comptèrent que 4 morts parmi eux durant ce transfert.
Léon Rabinovitch sera déporté par la suite au camp de Buchenwald, d’où il est libéré le 7 mai 1945.

## Décorations
- Croix de guerre 1939–1945
- Commandeur de la Légion d'honneur

## Famille
- Léon Rabinovitch est le frère du résistant Léopold Rabinovitch et l'époux de Rachel Rabinovitch née Rajzman (1925-1999). Ses enfants sont Michel Rabinovitch (né 1954), Catherine Rabinovitch (née 1955), et Valerie Rabinovitch (née 1965).
- Il est le cousin de Benjamin Jourist, arrêté à Paris le 11 juin 1941 pour « activités antinationales ». Condamné à 18 mois de prison par la section spéciale de Paris pour infraction au décret du 26 septembre 1939 sur la dissolution du Parti communiste, Benjamin Jourist fut détenu au camp de Choisel à Châteaubriant et fusillé par les Allemands le 14 mai 1942 à la Maison centrale de Clairvaux (Ville-sous-la-Ferté, Aube)[9].
- Son neveu est le philosophe Gérard Rabinovitch.